# Future History (album)
Future History è il secondo album del cantante statunitense Jason Derulo, pubblicato il 16 settembre 2011. L'album contiene i singoli: Don't Wanna Go Home, It Girl e Breathing. L'album negli Stati Uniti ha debuttato alla no.29 con 13 000 copie, bottino molto magro per tale nazione che ne ha causato l'iimediata certificazione di flop in questo mercato.. Il disco ha tuttavia riscosso maggiore fortuna in altri territori, senza riuscire però a raggiungere il successo del predecessore. Per promuovere il disco, Derulo ha tenuto performance sia in alcuni eventi musicali come i Teen Choice Awards dove si è esibito con Don't Wanna Go Home che in alcuni programmi televisivi come l'X Factor australiano. Per quanto riguarda le critiche verso il progetto, esse sono state miste.

## Descrizione
In due interviste concesse alle riviste Rap-Up e Billboard, Derulo ha affermato che il suo secondo album sarebbe stato differente dal primo che aveva pubblicato all'età di 19 anni: esso è infatti frutto di una sua maturazione, ed una delle differenze principali è la prevalenza di canzoni da club.. In un'intervista presso The Daily Telegraph, Derulo ha affermato che il disco riflette il desiderio di avere una carriera longeva.

## Tracce
1. Don't Wanna Go Home – 3:26
2. It Girl – 3:12
3. Breathing – 3:54
4. Be Careful – 3:34
5. Make It Up as We Go – 3:10
6. Fight for You – 4:02
7. Pick Up the Pieces – 3:34
8. Givin' Up – 3:50
9. Bleed Out – 4:08
10. That's My Shhh – 4:21
11. X – 3:32
12. Dumb – 3:50

Edizione deluxe
1. Overdose – 3:13
2. Give It to Me – 3:24

Edizione giapponese
1. Bombs Away
2. Don't Wanna Go Home (Club Junkies Radio Mix) – 3:42
3. Don't Wanna Go Home (7th Heaven Club Mix) – 7:54

## Classifiche
| Classifica (2011) | Posizione raggiunta |
| ----------------- | ------------------- |
| Australia         | 9                   |
| Austria           | 38                  |
| Belgio (Friande)  | 38                  |
| Belgio (Vallonia) | 73                  |
| Canada            | 54                  |
| Francia           | 46                  |
| Germania          | 32                  |
| Irlanda           | 18                  |
| Italia            | 69                  |
| Nuova Zelanda     | 6                   |
| Paesi Bassi       | 62                  |
| Regno Unito       | 7                   |
| Spagna            | 56                  |
| Svizzera          | 20                  |
| Stati Uniti       | 29                  |